# 国家主席
国家主席，又称共和国主席，是共产国家的国家元首或国家代表称呼之一，根据不同国家的宪政结构，国家主席一般是象征性的礼仪元首，需要同时兼任该国中央军事委员会领导人职务以掌握实权。现任共产国家的国家主席也是该国执政党委员会的总书记或第一书记。
| 国家                     | 国家元首                   | 设置时间               | 首任國家主席           | 現任國家主席                    |
| 现在法定设立的国家主席   | 现在法定设立的国家主席     | 现在法定设立的国家主席 | 现在法定设立的国家主席 | 现在法定设立的国家主席          |
| ------------------------ | -------------------------- | ---------------------- | ---------------------- | ------------------------------- |
| 中华人民共和国           | 中华人民共和国主席         | 1954年至1975年         | 毛泽东                 | 习近平                          |
| 中华人民共和国           | 中华人民共和国主席         | 1982年至目前           | 李先念                 | 习近平                          |
| 越南                     | 越南社会主义共和国主席     | 1976年至目前           | 孙德胜                 | 梁強                            |
|                          | 老挝人民民主共和国主席     | 1975年至目前           | 苏发努冯亲王           | 通伦·西苏里                     |
| 古巴                     | 古巴共和国主席             | 2019年至目前           | 米格尔·迪亚斯-卡内尔   | 米格尔·迪亚斯-卡内尔            |
| 历史上曾经设立的国家主席 |                            |                        |                        |                                 |
| 越南民主共和国           | 越南民主共和国主席         | 1946年至1976年         | 胡志明                 | 越南统一；政权结束              |
| 朝鮮人民共和國           | 朝鮮人民共和國主席         | 1945年至1946年         | 李承晚                 | 驻韩美军军政厅成立；政权结束    |
|                          | 朝鲜民主主义人民共和国主席 | 1972年至1998年         | 金日成                 | 职务废除 金日成為「永远的主席」 |

此外，在亞洲社會主義國家中，蒙古人民共和國的國家元首是「大人民呼拉爾主席團主席」（1951-1990年）。此外，在朝鮮民主主義人民共和國，首任國家主席金日成去世後，職位出現空缺，國務委員會委員長成為國家元首（部分職能由最高人民會議常任委員會委員長履行。 ）1989年之前蘇聯的國家元首是国会的议长「最高蘇維埃主席團主席」，而在前東歐的大多數其他社會主義國家，國家元首的頭銜是國務委員會主席（東德、保加利亞等）或「總統」（捷克斯洛伐克、羅馬尼亞等）。
在英文中，被翻譯為「President」（意為「總統」）。在日本，從2019年起“Presidente de la República de Cuba”被翻譯為「古巴共和國總統」（キューバ共和国大統領），但在中國則被翻譯為「古巴共和國主席」而不是像美國總統等一樣使用「總統」頭銜。

## 现存
截至2025年7月，现存社会主义国家当中，国家元首职务依法为国家主席的有中国、越南、老挝和古巴。除中国大陆沒有连任限制外，其余三国的国家主席任期为五年，可连任一次。
| 社会主义国家 | 执政共产党     | 现任主席             | 担任职务 | 任期制度          | 就职日期       | 副主席                             |
| ------------ | -------------- | -------------------- | --- | ----------------- | -------------- | ---------------------------------- |
| 中國         | 中国共产党     | 习近平               | 中国共产党中央委员会总书记，中国共产党中央政治局常务委员会委员（排名第一），中华人民共和国主席，中央军事委员会主席         | 5年，无任期限制。 | 2013年3月14日  | 国家副主席 韩正                    |
| 越南         | 越南共产党     | 梁強                 | 越南社会主义共和国主席 | 5年，可连任一届   | 2024年10月21日 | 国家副主席 武氏映春                |
|              | 老挝人民革命党 | 通伦·西苏里          | 老挝人民革命党中央委员会总书记，老挝人民革命党中央政治局委员（排名第一），老挝人民民主共和国主席，中央国防与治安委员会主席 | 5年，可连任一届   | 2021年3月22日  | 国家副主席 巴妮·雅陶都 本通·吉玛尼 |
| 古巴         | 古巴共產黨     | 米格尔·迪亚斯-卡内尔 | 古巴共产党中央委员会第一书记，古巴共产党中央政治局委员（排名第一），古巴共和国主席                                         | 5年，可连任一届   | 2019年10月10日 | 国家副主席 萨尔瓦多·巴尔德斯·梅萨  |

## 憲法條文
目前四個社會主義國家的國家主席在其所在國家憲法規定的職權如下：
- 中華人民共和國憲法第81條

中華人民共和國主席代表中華人民共和國，進行國事活動，接受外國使節……
- 越南社會主義共和國憲法第86條

國家主席是國家元首，對內對外代表越南社會主義共和國。
- 老撾人民民主共和國憲法第65條

國家主席是老撾人民民主共和國的國家元首，是老撾國內外多民族人民的代表。
- 古巴共和國憲法第三節

國家主席是國家元首，由全國人民政權代表大會從代表中選舉產生，任期五年。
中國國家主席是唯一沒有被憲法明確規定為國家元首，只規定「代表」中華人民共和國。